# Echipa națională de fotbal a Insulelor Solomon
Echipa națională de fotbal a Insulelor Solomon reprezintă Insulelor Solomon în competițiile fotbalistice organizate de FIFA și Confederația de Fotbal din Oceania. Unul din cele mai bune meciuri a fost cel încheiat cu scorul de 2-2 cu Australia. A luat locul doi la Cupa Oceaniei pe Națiuni 2004.

## Campionatul Mondial
- 1930 până în 1990 - nu a participat
- 1994 până în  2010 - nu s-a calificat

## Cupa Oceaniei pe Națiuni
- 1973 - nu a participat
- 1980 - Prima rundă
- 1996 - semifinale
- 1998 - nu s-a calificat
- 2000 - Locul trei
- 2002 - Prima rundă'
- 2004 - Locul doi
- 2008 - nu s-a calificat

## Jocurile Sud-Pacifice
- 1963 - Locul patru
- 1966 - Prima rundă
- 1969 - Locul șase
- 1971 - nu a participat
- 1975 - Locul trei
- 1979 - Locul trei
- 1983 - Prima rundă
- 1987 - nu a participat
- 1991 - Locul doi
- 1995 - Locul doi
- 2003 - Prima rundă
- 2007 - Locul patru

## Cupa Wantok
- 2008 - Locul întâi

## Golgeteri
| # | Nume           | Ani   | Goluri |
| - | -------------- | ----- | ------ |
| 1 | Commins Menapi | 2000- | 30     |
| 2 | Batram Suri    | 1992- | 10+    |
| 3 | Henry Fa'arodo | 2002- | 10     |

| 1. Fred Hale (P) 2. David Taro 3. Marlon Houkarawa 4. Samson Takayama 5. George Suri 6. Tome Faisi 7. Alick Maemae 8. Jacob Pekau 9. Godwin Bebeu 10.Judd Molea 11.Commins Menapi (C) 12.James Naka 13.George Lui 14.Benjamin Totori 15.Mostyn Beui 16.Stanley Waita 17.Gideon Omokirio 18.Henry Fa'arodo 19.George Aba 20.John Morgan (P) 21.Arnold Keni | - Henry Fa'arodo - Alick Maemae - Commins Menapi - Gideon Omokirio - Nelson Sale Kilifa - Jack Samani - Batram Suri - George Suri - Stanley Waita |  |

## Antrenori
- Edward Ngara (1995–1996)
- Wilson Maelaua (1996)
- Alexander Napa (1998)
- George Cowie (2000–2003)
- Alan Gillett (2004–2005)
- Airton Andrioli (2006–2009)
- Jacob Moli (2010)